# Negro Act del 1740
Il Negro Act del 1740 fu approvato nella provincia della Carolina del Sud, durante il periodo in carica del governatore coloniale William Bull, in risposta alla ribellione di Stono del 1739.

## Descrizione
L'atto rendeva illegale, per gli africani ridotti in schiavitù, trasferirsi all'estero, riunirsi in gruppi, raccogliere cibo, guadagnare denaro e imparare a scrivere (sebbene la lettura non fosse vietata). Inoltre, se necessario, i proprietari potevano uccidere gli schiavi ribelli. L'Atto rimase in vigore fono al 1865.
John Belton O'Neall ha riassunto la legge della Carolina del Sud del 1740, nel suo scritto, The Negro Law of South Carolina, quando ha affermato: "Uno schiavo può, con il consenso del suo padrone, acquisire e detenere proprietà personali che sono considerate per diritto come quelle del padrone." In tutto il sud, i tribunali supremi statali sostennero la posizione di questa legge. O'Neall fu l'unico a esprimere protesta contro l'Atto, adducendo la correttezza di ricevere testimonianze da africani ridotti in schiavitù (molti dei quali, nel 1848, erano cristiani) sotto giuramento: "I negri (schiavi o liberi) subiranno le sanzioni di un giuramento, con la stessa forza di qualsiasi classe ignorante di bianchi, in un paese cristiano".